# Echthrogaleus
Az Echthrogaleus az állkapcsilábas rákok (Maxillopoda) osztályának a Siphonostomatoida rendjébe, ezen belül a Pandaridae családjába tartozó nem.

## Tudnivalók
Az Echthrogaleus-fajok tengeri élőlények. Közülük a legtöbben élősködő életmódot folytatnak.

## Rendszerezés
A nembe az alábbi 7 faj tartozik:
- Echthrogaleus asiaticus Ho, Liu & Lin, 2012
- Echthrogaleus coleoptratus (Guérin-Méneville, 1837) - típusfaj
- Echthrogaleus denticulatus Smith S.I., 1873
- Echthrogaleus disciarai Benz & Deets, 1987
- Echthrogaleus mitsukurinae Izawa, 2012
- Echthrogaleus pellucidus Shiino, 1963
- Echthrogaleus torpedinis Wilson C.B., 1907

Az alábbi taxon név meglehet, hogy nem ebbe a nembe tartozik:
- Echthrogaleus indistinctus (Krøyer, 1863) (taxon inquirendum)

Öt további taxon nevet vagy a fentiek szinonimájává alakították át, vagy más nemekbe helyezték át.